# Целулоза
Целулозата е полизахарид (природен полимер), изграден от глюкозни остатъци и е съставна част на клетъчните стени на растенията (съдържанието определя якостта и еластичността им).
С най-голямо съдържание е в памука (95 – 98 %) и дървесината (40 – 60%). Тя е основен компонент, изграждащ структурата на естествените влакна лен, памук и коноп. Целулозата е безцветно вещество с влакнеста структура. По метода на светлинното разсейване е показано, че средно-статистическата дължина на сегмент от целулозната молекула е около 5 nm. Това означава, че огъването на веригата се осъществява чрез 10 елементарни звена.
Целулозната молекула съществува във вид на по-големи структурни елементи. В кристалните области първичен елемент на надмолекулната структура е елементарната кристалографска клетка. Определен брой клетки образуват втория елемент – кристалитите. При съединяване на кристалитите с аморфните участъци възникват структурни елементи с по-големи размери, които съответстват на различни структурни нива на клетката на влакното. Последователно разположените кристални и аморфни участъци образуват структурен елемент, наречен елементарна фибрила. Тя се дефинира още като обединение на по-голям или по-малък брой успоредно разположени верижни молекули, чиято степен на подреденост се изменя периодически.
Следващите по размер елементи на надмолекулната структура са микрофибрилите. Те представляват обединение на няколко елементарни фибрили. За микрофибрилата е характерно редуване на кристални и аморфни участъци.
Микрофибрилите се съединяват в снопчета до макрофибрили. Макрофибрилите от своя страна се съединяват в „ламели“ и така образуват слоестата структура на целулозата, а те от своя страна изграждат клетъчната стена. Тя е химически устойчива, не се разтваря във вода и органични разтворители, със силно абсорбиращо свойство. Бива сулфитна, натронова и сулфатна. Използва се за производство на хартия, пироксилин, целулоид, колодий, целулозни ацетати, целофан.
В текстилната промишленост се използва за произвеждане на изкуствени влакна (така наречената изкуствена коприна или вискоза).
При хидролиза на целулоза се получава глюкоза за производство на етилов алкохол .
Целулозата се отнася към хомобиополимерите. Тя е хомополизахарид. Молекулата на целулозата е линейна (полизахаридните вериги имат линейна структура). Хидроксилните групи на отделните монозахаридни остатъци са насочени в различни посоки и подобно на водните молекули образуват водородни връзки помежду си. Чрез водородните връзки отделните вериги образуват нишки, които се групират в снопчета. Формирането на такава нишковидна структура, поддържана от многобройни водородни връзки, е причина за изключителната здравина на целулозните влакна. Хидроксилните групи пропускат водата и разтворените в нея съединения. Така, предпазвайки клетките от механични повреди, целулозните обвивки не пречат на снабдяването им с хранителни вещества. Целулозата изпълнява опорна функция в растителните клетки. Тя заема първо място по разпространение сред органичните съединения. Половината от наличната целулоза се намира в растенията. В нея е заключен 50% от въглерода на растенията (20 – 40% от клетъчните стени са изградени от нея). Подобна функция изпълнява хитинът у някои низши членестоноги. Повечето бозайници, както и човека не оползотворяват целулозата, която приемат с храната, т.к. не могат да я разграждат. Изключение правят тревопасните животни. В храносмилателния им канал има бактерии, които разграждат целулозата до глюкоза. Термитите, както и някои гъби, също могат да разграждат целулозата.
Поради водородните връзки между целулозните макромолекули, целулозата е неразтворима във вода и в повечето органични разтворители. Тя се разтваря добре в Швайцеров реактив – [Cu(NH3)4](OH)2 (амонячен разтвор на меден дихидроксид), поради това че се получава разтворимо комплексно съединение. Разтваря се още в концентрирана солна киселина, в солно кисели разтвори на цинков и калаен дихлорид. При нагряване целулозата се овъглява, без да се стапя. Запалена, тя гори. Целулозата е природно високомолекулно съединение. Нейната макромолекула е изградена от голям брой глюкозни остатъци. Молекулната ѝ формула е същата както на нишестето – (С6Н10О5)n.
Хидролизата на целулозата може да протече и ензимно под действието на ензима целулаза, който я разгражда до дизахарида целобиоза. Хидролизата на целулозата има голямо значение за получаване на глюкоза от дървесни отпадъци.
Целулозата се различава от нишестето по броя, вида и пространственото разположение на глюкозните остатъци. Броят на глюкозните остатъци е различен и може да достигне до 10 000, което съответства на молекулна маса от 500 000 до 20 000 000. Глюкозните остатъци са свързани линейно, изключително еднопосочно, без разклонение на веригата. За разлика от нишестето макромолекулите на целулозата са изградени от остатъци на β-глюкоза. Чрез това свързване всеки втори глюкозен остатък от веригата е завъртян на 180° спрямо преходния, с което молекулата добива линейна форма:
Целулозната молекула съдържа по 3 хидроксилни групи на всеки глюкозен остатък: [C6H7О2(OH)3]n. В зависимост от условията могат да се естерифицират различен брой хидроксилни групи. Голямо практическо приложение имат естерите на целулозата с азотната киселина – целулозните нитрати, и с оцетната киселина – целулозните ацетати. Целулозните нитрати се получават под действието на нитрирна смес (2 части конц. H2SO4 и 1 част конц.HNO3).
Целулозните нитрати приличат на памука, но са по-лесно запалими от него. Частичното нитриране на целулозата се използва при производството на изкуствена кожа и нитроцелулозни лакове. При разтваряне на целулозен динитрат в смес на алкохол и етер, се получава колодий, който се използва в медицината при покриване на рани (образува се защитна корица). От колоксилин и камфор се получава пластмасата целулоид, която, независимо от лесната ѝ запалимост, дълго време се е използвала за производството на киноленти. Пироксилинът при обработката му с ацетон се използва за получаването на бездимен барут. Естерите на целулозата с оцетна киселина се наричат целулозни ацетати.
Целулозните ацетати имат предимство пред целулозните нитрати с това, че са незапалими. Те се използват за получаване на лакове. От целулозен ацетат и камфор се получава незапалима пластмаса целулоид, която се използва за производство на киноленти. При обработка на целулозен диацетат с камфор се получава друга пластмаса – целон, която се използва като електроизолатор и за производството на нечупливо стъкло. Голяма трайност и здравина има ацетатната коприна, която се получава от разтвори на целулозни ацетати в органични разтворители.
Във вид на влакнести материали целулозата се използва за производството на тъкани. Получената от дървесина целулоза служи за производството на хартия.

## Целулозата в човешкия организъм
Много от веществата, които попадат в организма, се разграждат от специфичен ензим – например белтъците се разграждат от ензима пепсин до аминокиселини, докато целулозата не претърпява разграждане.
В плодове като ябълките и черешите във вътрешността на костилката се съдържа и опасното вещество амигдалинов гликозид, което при контакт с храносмилателните ферменти на човека освобождава цианид.
Цианидът е известна отрова, която може лесно да убие човек, като нарушава притока на кръв. Цианид се съдържа и в други костилки на плодове като кайсиите, вишните, черешите и др.
Благодарение на целуозната обвивка на костилката вътрешността на костилката не претърпява разграждане, при което не се освобождава цианид в тялото.
При приготвяне на сокове от плодове е необходимо задължително да бъдат премахнати костилките преди изстискване на плода, както и при хранене да не се сдъвкват семките на плода.